# Tiefendosiskurve
Unter der Tiefendosiskurve (kurz TDK) versteht man im Rahmen der Strahlentherapie den Verlauf der Dosis in der Tiefe entlang des Zentralstrahls.
Die Tiefendosiskurve ist zusammen mit dem Querprofil ein sehr wichtiger Anhaltspunkt zur korrekten Planung der Bestrahlung.

Tiefendosisprofile unterschiedlicher Strahlqualitäten in einem gewebeäquivalenten Phantom

In der Tiefendosiskurve ist die relative Dosis gegen die Tiefe in Wasser (da gewebsäquivalent) aufgetragen. Im Diagramm ist der jeweilige Dosisaufbau der Strahlenqualitäten sowie deren Reichweite zu erkennen. Das Maximum der Tiefendosiskurve wird durch die mittlere Reichweite der Sekundärelektronen aus den oberflächennahen Schichten des bestrahlten Mediums bestimmt und verschiebt sich mit steigender Photonenenergie in die Tiefe. Für die bei der klinischen Verwendung von Bestrahlungsplanungssystemen vorgeschriebenen regelmäßigen Konstanzprüfungen werden unter anderem gerechnete und gemessene Tiefendosiskurven miteinander verglichen. 
Zur Messung von Tiefendosiskurven benutzt man ein Wasserphantom.